# Seifersdorf (Dippoldiswalde)
Seifersdorf ist ein staatlich anerkannter Erholungsort und Ortsteil der sächsischen Großen Kreisstadt Dippoldiswalde im Landkreis Sächsische Schweiz-Osterzgebirge. Er befindet sich 20 km südlich von Dresden im Osterzgebirge an der Roten Weißeritz.

## Geographie
Seifersdorf liegt zwischen 285 und 404,3 m ü. NN (Geierswacht). Der Ort wird durch den Seifersdorfer Dorfbach nach Nordosten entwässert und mündet unweit des Bahnhofes in die Rote Weißeritz. Der Ort grenzt an die Waldgebiete der Dippoldiswalder Heide (im Norden) und südwestlich Paulsdorfer Heide mit der Erashöhe (428 m) als höchster Erhebung.
An den Ort grenzen Borlas, Oelsa, Spechtritz, Malter, Paulsdorf und Seifen.

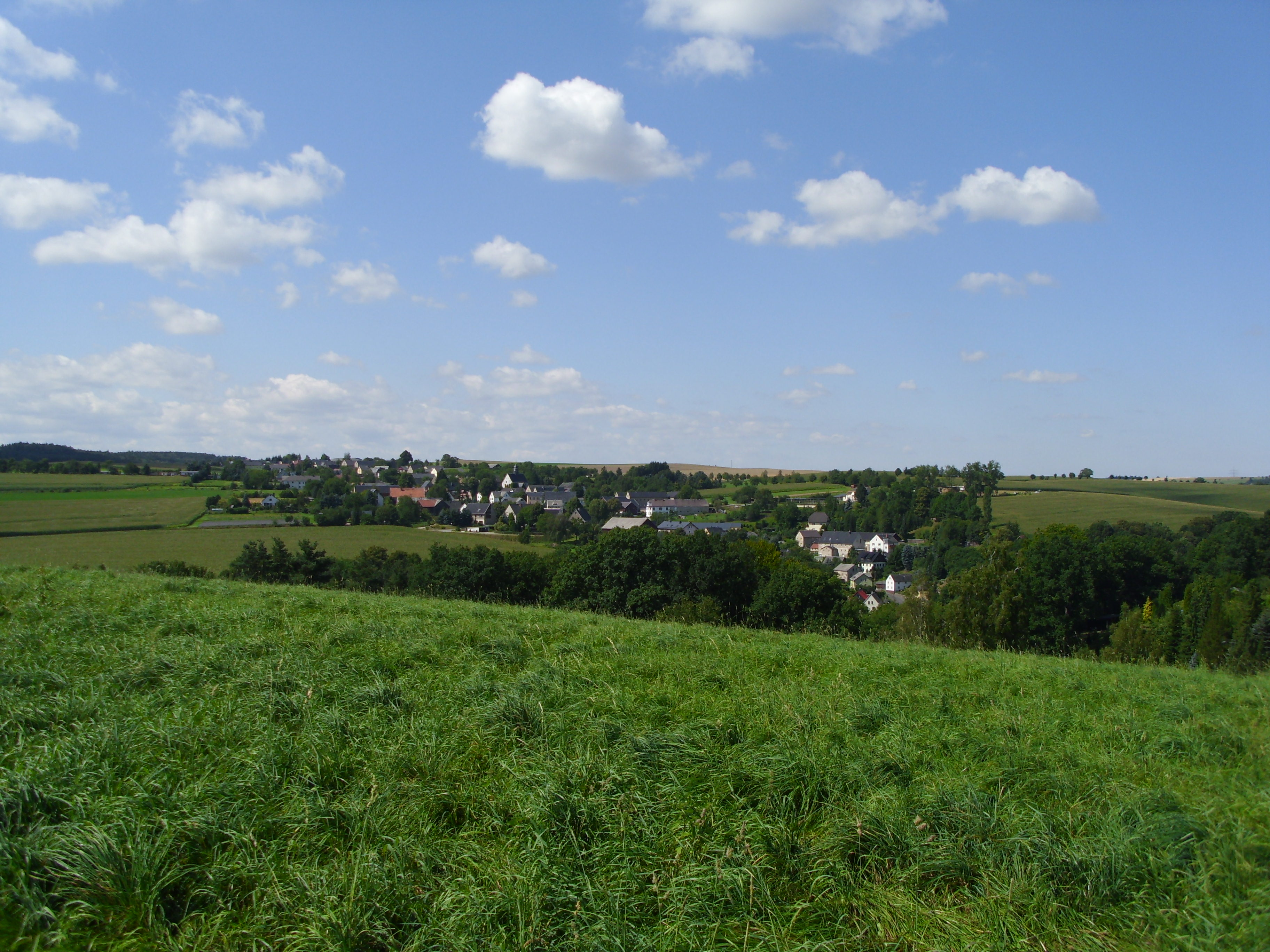
Blick auf Seifersdorf

## Geschichte

### Name und Gründung

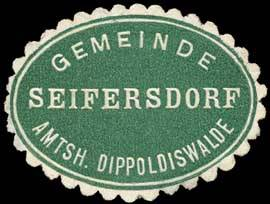
Siegelmarke der Gemeinde Seifersdorf

Nach der Sage soll Seifersdorf auf Anweisung des damaligen Burggrafen von Dohna von einem Lokator namens Siegfried besiedelt wurden sein.
Der von seiner Siedlungsform her als Waldhufendorf zu bezeichnende Ort wird 1282 erstmals urkundlich als Sivertsdorph erwähnt. Bereits 1312 wird die Kirche im Ort erwähnt. 1486 wurde erstmals die Bezeichnung „Seyfferßdorff“ benutzt. 1551 stand der Ort im Besitz des Rittergutes Berreuth und hatte 40 „besessene Mann“ sowie 52 „Inwohner“. 1590 wurde Seifersdorf Amtsdorf des Amtes Dippoldiswalde.

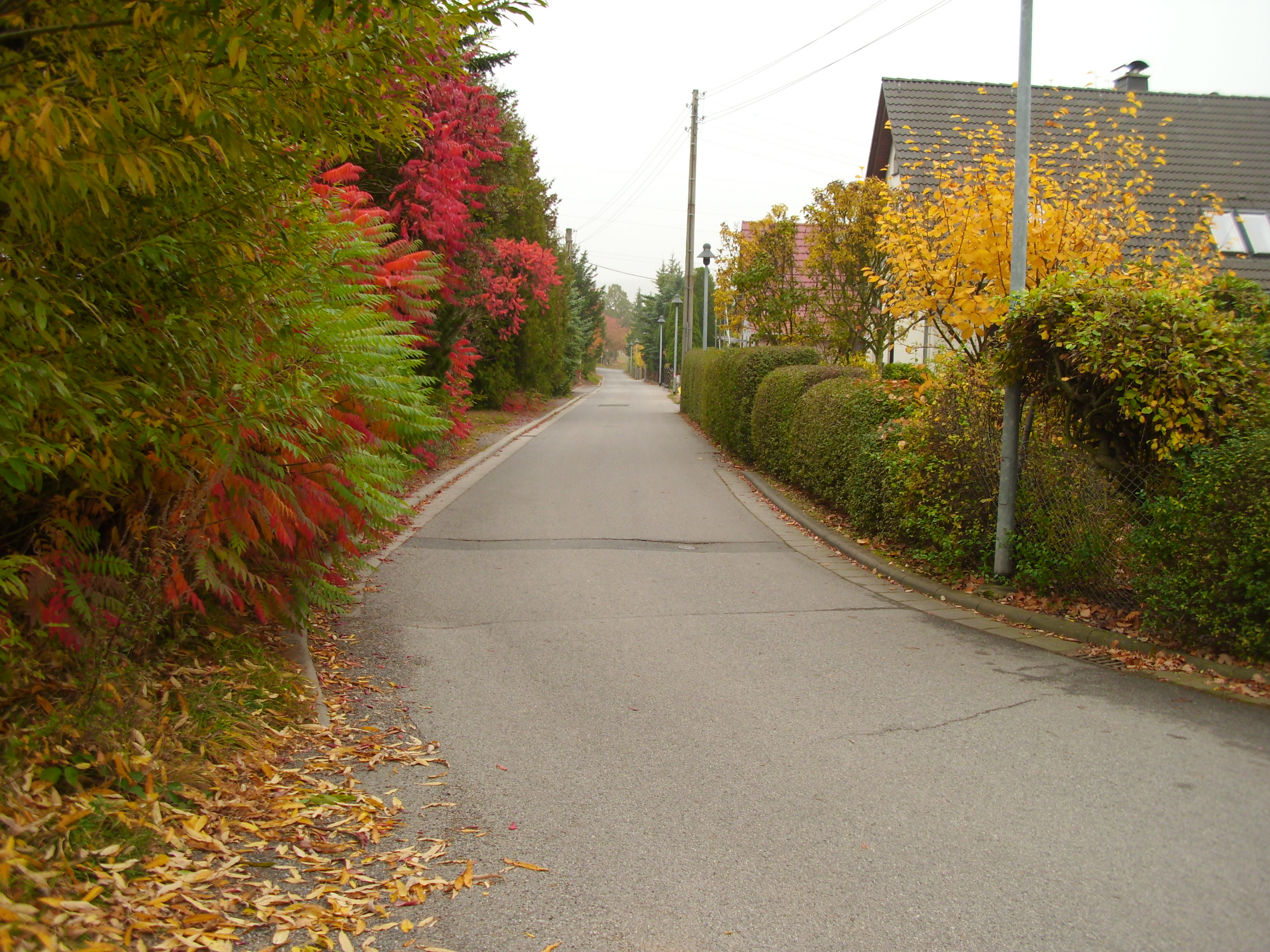
Am Waldesrand

### Administration und Kirche
Verwaltungsgeschichtlich gehörte das Dorf seit 1451 zum Amt Dippoldiswalde. 1875 wurde die Gemeinde Seifersdorf Teil der Amtshauptmannschaft Dippoldiswalde, 1952 Teil des Kreises Dippoldiswalde. Zwischen 1972 und 1991 bestand die Gemeinde Malter-Paulsdorf, danach wurden beide Gemeinden selbständig. 1996 schlossen sich Paulsdorf, Malter und Seifersdorf zur neuen Gemeinde Malter zusammen (mit Verwaltungssitz in Seifersdorf), die 2003 nach Dippoldiswalde eingemeindet wurde.
Seifersdorf war Kirchdorf für die Dörfer Großoelsa mit Neuoelsa, Malter, Paulsdorf, Paulshain, Seifersdorf, Spechtritz und Seifen.

### Ortsgeschichte
Im Juli 1895 wurde die Freiwillige Feuerwehr gegründet, eine Feuermannschaft bestand bereits 1826. Das Spritzenhaus und die darin stehende Spritze, die von der Firma der Königlich Sächsischen Feuerspritzenfabrik G.A. Händel in Dresden 1860 hergestellt wurde, war übernommen. 1896 erfolgte die Anschaffung einer neuen Abprotzspritze mit Mannschaftswagen vom gleichen Hersteller, 1908 erneut von dem gleichen Hersteller in Dresden eine neue Landspritze für 1350 Mark, im August 1895 erhielten die 30 Mitglieder ihre Dienstkleidung, am 13. September 1896 wurde die 32 Mann starke Mannschaft in den Verband der sächsischen Feuerwehren aufgenommen, 1935 wurde das alte kleine eintorige Spitzenhaus abgetragen und ein neues zweitoriges an gleicher Stelle erbaut. Das heutige Feuerwehrhaus entstand von 1975 bis 1977 aus einer alten Scheune.
Prinz Friedrich August (König von Sachsen 1902-1918) nahm an den Herbstübungen des königlich-sächsischen Schützenregiment Nr. 108 teil und war vom 11. bis 14. September 1891 im Pfarrhaus einquartiert, seine Mahlzeiten nahm er im Erbgericht ein, zu diesem er einen Trampelpfad nutzte, der heute den Namen Prinzengasse trägt.
Durch den Bau des Villenviertel am Kurhaus wird bereits im Jahre 1900 dieses als Sommerfrische-Kolonie genannt, das Kurhaus selbst entstand 1898, die Inbetriebnahme des Genesungsheims „Nächstenliebe“ erfolgte im Jahre 1902, welches heute das Alten- und Pflegeheim beherbergt. Seifersdorf war seit jener Zeit Luftkurort, heute ein Erholungsort.
Am 27. September 1913 um 10 Uhr wurde seine Majestät, Friedrich August III. von Sachsen in Begleitung seiner Prinzensöhne, Georg und Friedrich Christian, von Oelsa herfahrend auf der Weißeritzbrücke mit Spalier des Militärvereins, Turnvereins und allen übrigen Vereinen durch den Gemeinderat Seifersdorf empfangen, diese trafen sich mit dem Kreishauptmann und den Amtshauptleuten von Dresden-Altstadt sowie Dippoldiswalde, um über die Neue Straße mit dem Auto zur Sperrmauer zu fahren, wo diese die Talsperre Malter einweihten.
Den 7. Juli 1916 besuchte Prinz Johann Georg von Sachsen das Genesungsheim „Nächstenliebe“, wo seinerzeit 45 kriegsverwundete Soldaten in Aufenthalt waren.
Nach der großen Abwasser-Havarie am 4. Februar 2023 auf der Neuen Straße und der Straße Am Stausee wurden die 1997 verlegten Rohre auf einer Länge von knapp 1200 Metern durch Polyethylen-Rohre ausgewechselt und am 25. August 2023 die beiden Straßen für den Verkehr wieder freigegeben.
Ein Starkregenereignis mit einem Niederschlag von knapp 100 Litern pro Quadratmeter am 18. August 2024 gegen 15.00 Uhr führte zu Schäden an den Betonrohren des Dorfbaches in Höhe der Neuen Straße und zu Schäden an einem Wohnhaus. Der Dorfbach, der früher in seiner gesamten Länge von ca. 1 km mit einem Einzugsgebiet von ca. 0,466 km² auf der rechten Seite der Bergstraße verlief, war infolge der Bebauung mit Häusern bis in die 1930er Jahre nach und nach verrohrt und ab 1931 überbaut worden.

### Entwicklung der Einwohnerzahl
Entwicklung der Einwohnerzahl Seifersdorfs:
| Jahr | Einwohner |
| ---- | --------- |
| 1551 | 372       |
| 1618 | 435       |
| 1764 | 405       |
| 1834 | 556       |
| 1840 | 611       |
| 1871 | 645       |
| 1890 | 856       |
| 1910 | 1043      |
| 1925 | 1004      |
| 1939 | 971       |
| 1946 | 1356      |
| 1950 | 1275      |

| Jahr | Einwohner |
| ---- | --------- |
| 1964 | 1060      |
| 1990 | 1113      |
| 1994 | 1043      |
| 2006 | 1048      |
| 2007 | 1040      |
| 2008 | 1013      |
| 2009 | 1002      |
| 2010 | 1008      |
| 2011 | 1002      |
| 2012 | 988       |
| 2013 | 992       |
| 2014 | 964       |

| Jahr | Einwohner |
| ---- | --------- |
| 2016 | 1027      |
| 2018 | 965       |
| 2020 | 975       |
| 2021 | 971       |

## Sehenswürdigkeiten

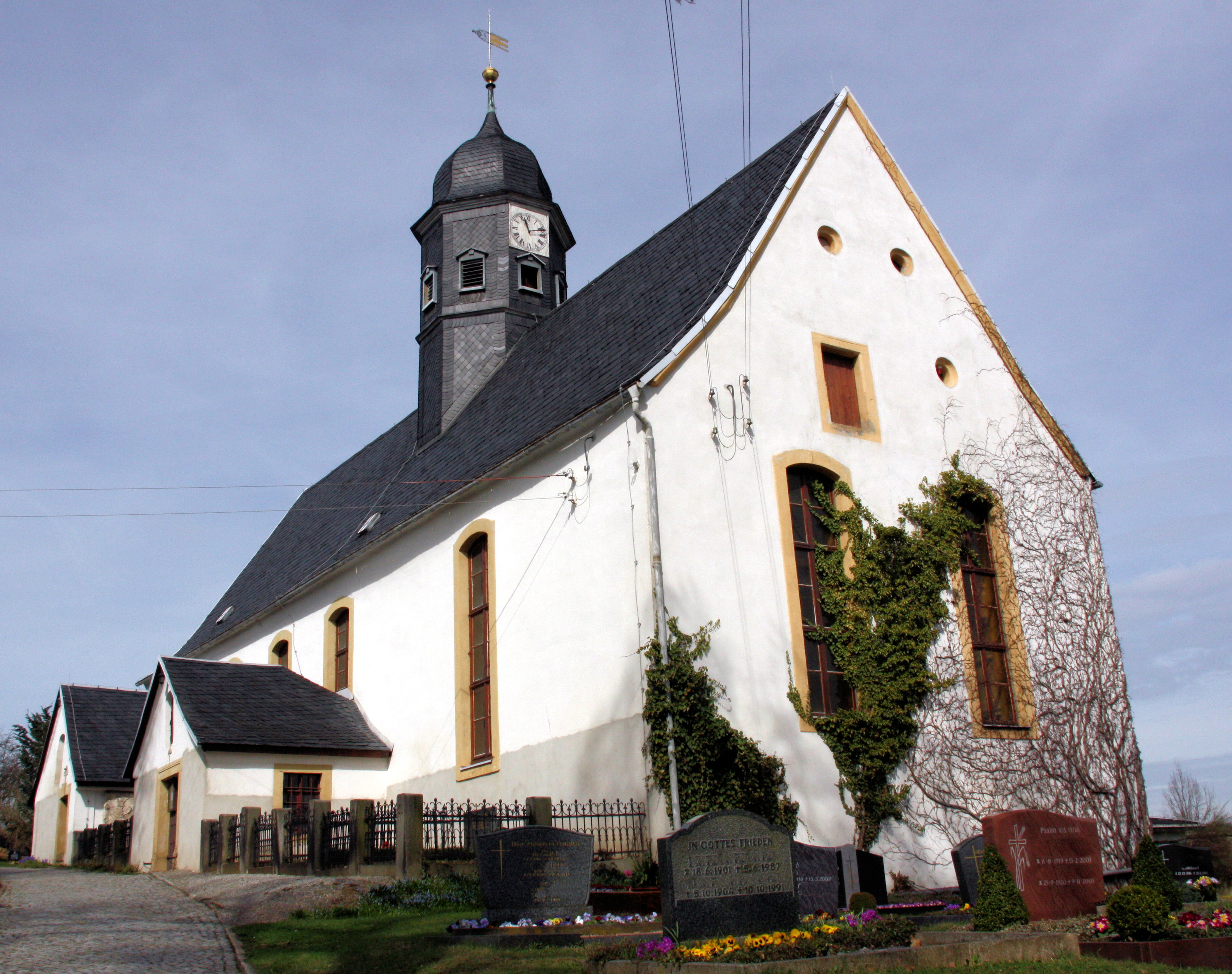
Dorfkirche Seifersdorf

### Kirche Seifersdorf
Die erstmals in der Gründungsurkunde von Seifersdorf vom 4. Juli 1282 erwähnte Dorfkirche wurde am 20. Juli 1312 vom Burggrafen Otto II. von Dohna dem Kloster Altzella geschenkt. 1346 wird sie unter den 17 Kirchen des Kirchkreises Dippoldiswalde in der Kirchprovinz Nisan genannt. Ein Fresko aus dem 14. Jahrhundert zeigt die Kreuzigung Christi mit der Heiligen Lanze. Die Schwester des Vorwerksbesitzers Heinrich von Miltitz in Malter, Maria von Miltitz, wurde 1593 in einer Gruft im Altarraum begraben. Teile der Kirche sollen im Dreißigjährigen Krieg 1639 durch die schwedischen Truppen in Brand gesteckt worden sein; das Kirchbuch selbst gibt keine Auskunft darüber. Die Orgel wurde 1868–1871 in Verbindung mit einer größeren Innenerneuerung durch Orgelbaumeister Karl Traugott Stöckel aus Dippoldiswalde gebaut, der seine Instrumente entgegen dem Trend seiner Zeit im Wesentlichen angelehnt an die Orgelbaukunst der Barockzeit baute. Sie wurde 1871 eingeweiht. Diese Orgel hat 16 Register, 2 Manuale und eine mechanische Traktur. Der Taufsteindeckel mit seinem Schnitzwerk stammt von 1749, die Taufwanne von 1743. Der Taufstein ist älter. Die Kanzel ist mit den Bildern der vier Evangelisten und reichem Schnitzwerk verziert. Der Altar wurde vom Dippoldiswalder Künstler Mal-Jorge im Jahre 1518 geschaffen. In der Kirche existiert unter anderem ein Bildnis des Pfarrers Carl Gotthelf Hardtmann aus dem Jahre 1838. Sein Grab befindet sich rechts neben dem Eingang. Die Kirche ist umgeben vom alten Kirchhof, dem Gemeindefriedhof. Den Eingang zum Kirchhof schmücken die 1846 und 1883 gepflanzten Luthereichen. Gegenüber der Kirche steht das Pfarrhaus von 1848, daneben das im Jahre 1892 errichtete Pächterhaus und das Knechthaus mit der Scheune aus dem Jahre 1817. Diese Gebäude bilden das Gemeindezentrum.

### Schule
Der erste Schulunterricht fand 1555 statt. Das erste Schulgebäude links vom Kirchentor wird 1665 erstmals als solches genannt. Als dieses Gebäude zu klein wurde, wurde ihm gegenüber ab August 1884 die „Neue Schule“ erbaut; eine erste Erweiterung geschah 1907, ein weiterer Anbau erfolgte 1927. Bis 1763 gingen die Kinder der Ortschaft Oelsa, 1842 die von Paulsdorf, Malter, Seifen, Paulshain und 1973 von Spechtritz in die Seifersdorfer Schule.

### Weitere Sehenswürdigkeiten
- An der Weißeritztalbahn, die von Freital-Hainsberg über Dippoldiswalde nach Kipsdorf führt, erhielt Seifersdorf 1882 mit dem Haltepunkt einen Eisenbahnanschluss am nordöstlichen Ende des Ortes. Der durch die Inbetriebnahme im Jahre 1912 dem heutigen Bahnhof abgelöst wurde.
- Die für diese Strecke 1882 von der Firma Dyckerhoff & Widmann erbaute Mühlgrabenbrücke in Seifersdorf gilt als älteste Segmentbogenbrücke mit Stampfbeton Deutschlands.

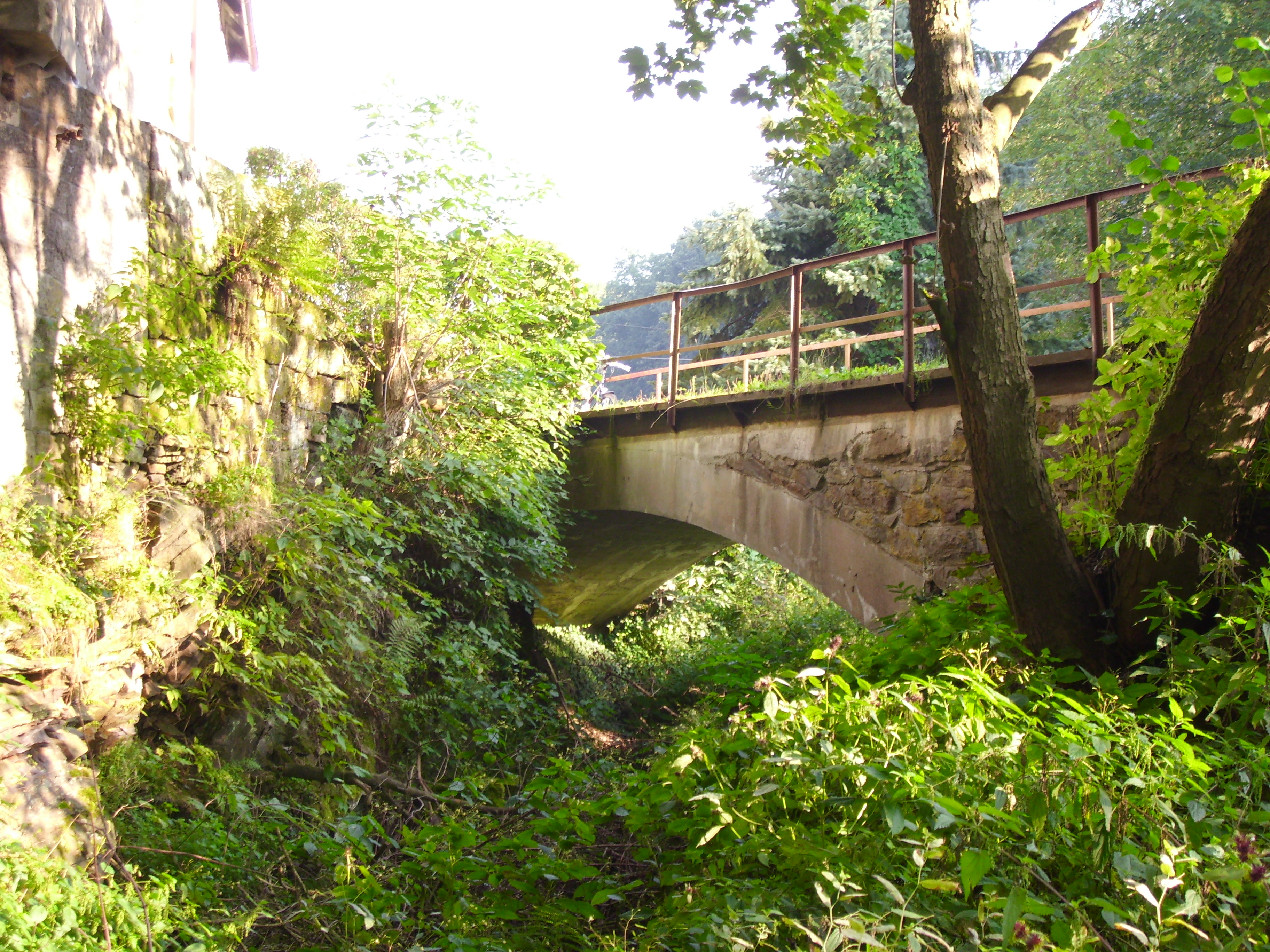
Segmentbogenbrücke

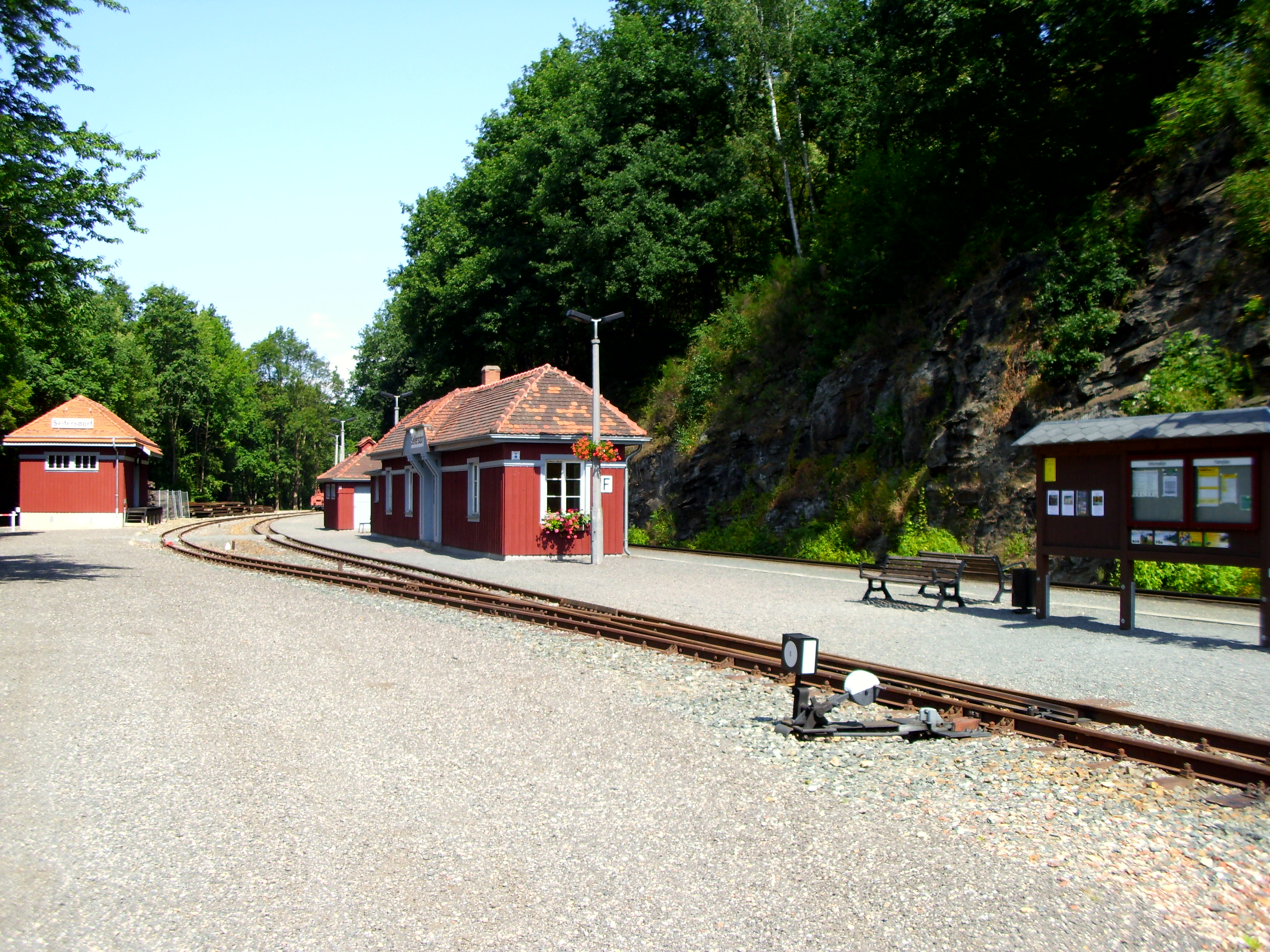
Der Bahnhof Seifersdorf

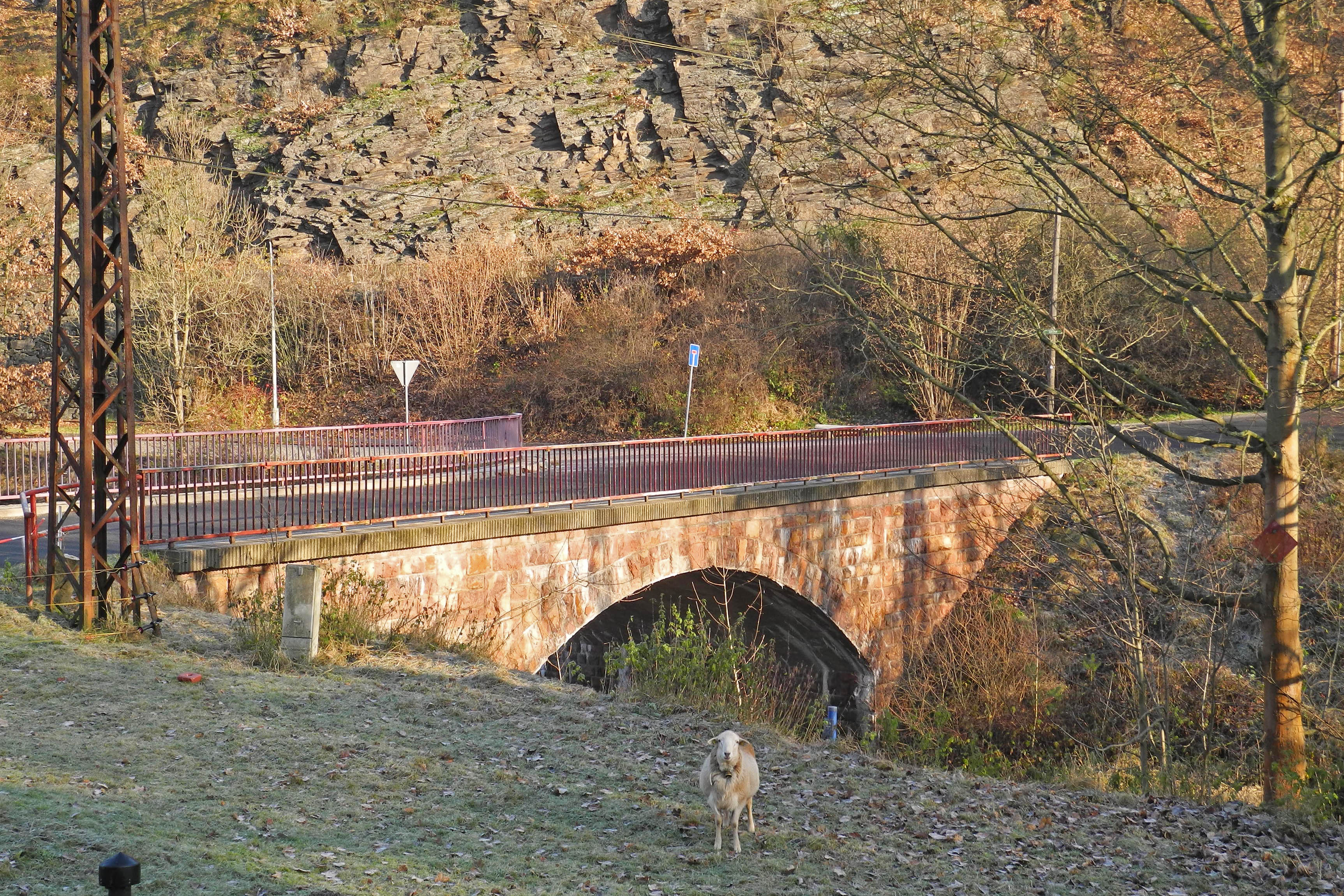
Brücke in Seifersdorf

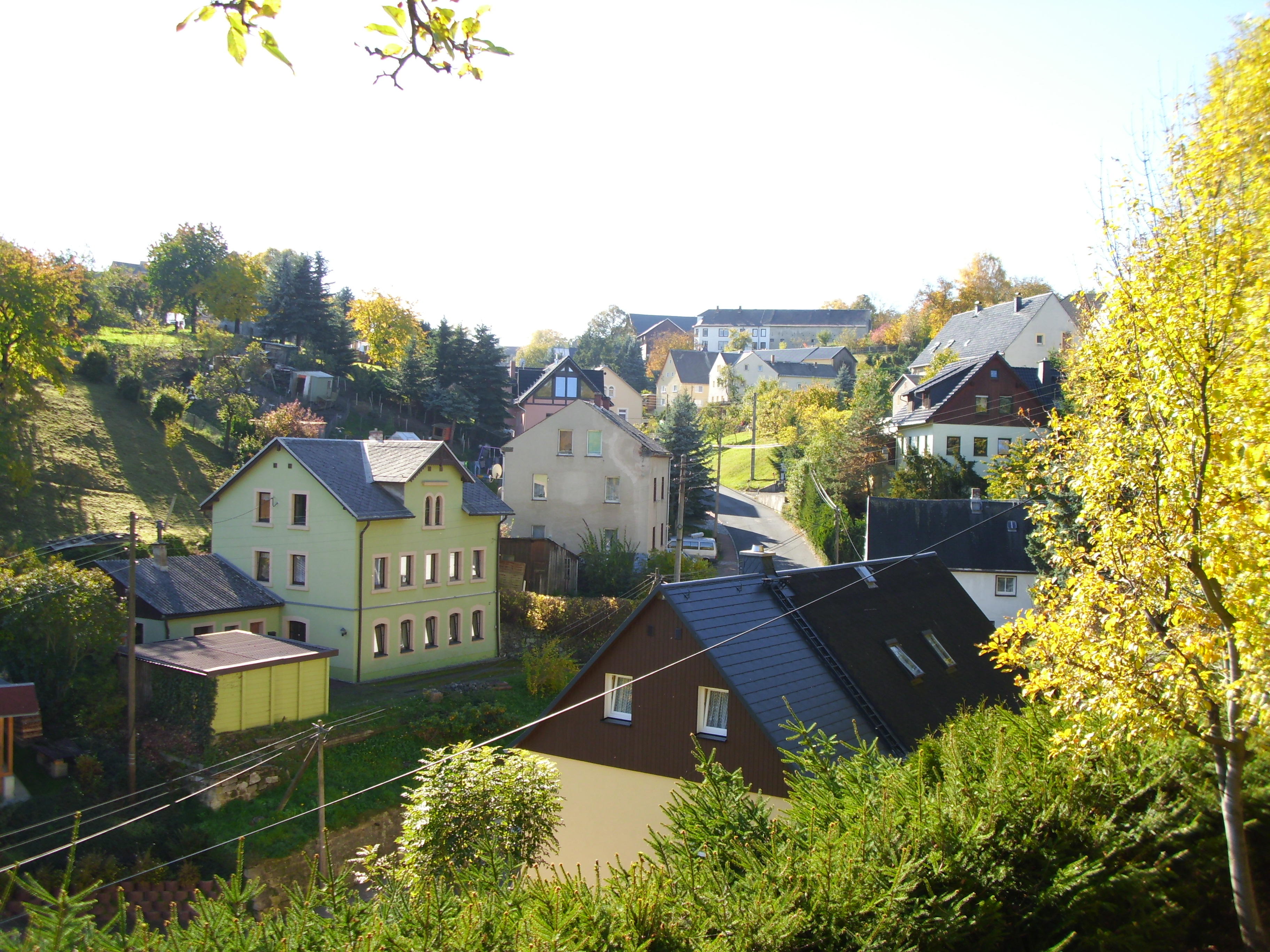
Niederdorf

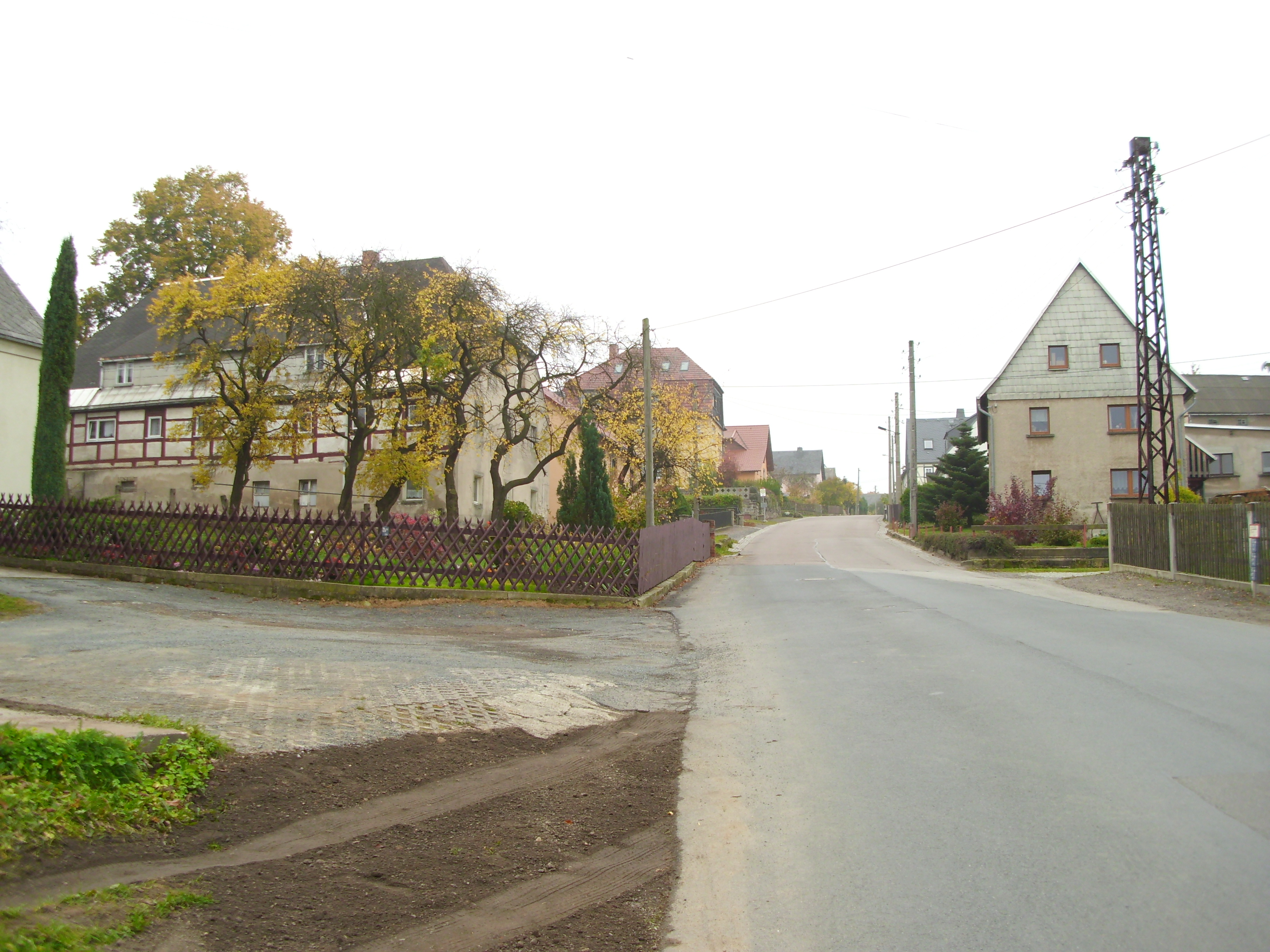
Oberdorf

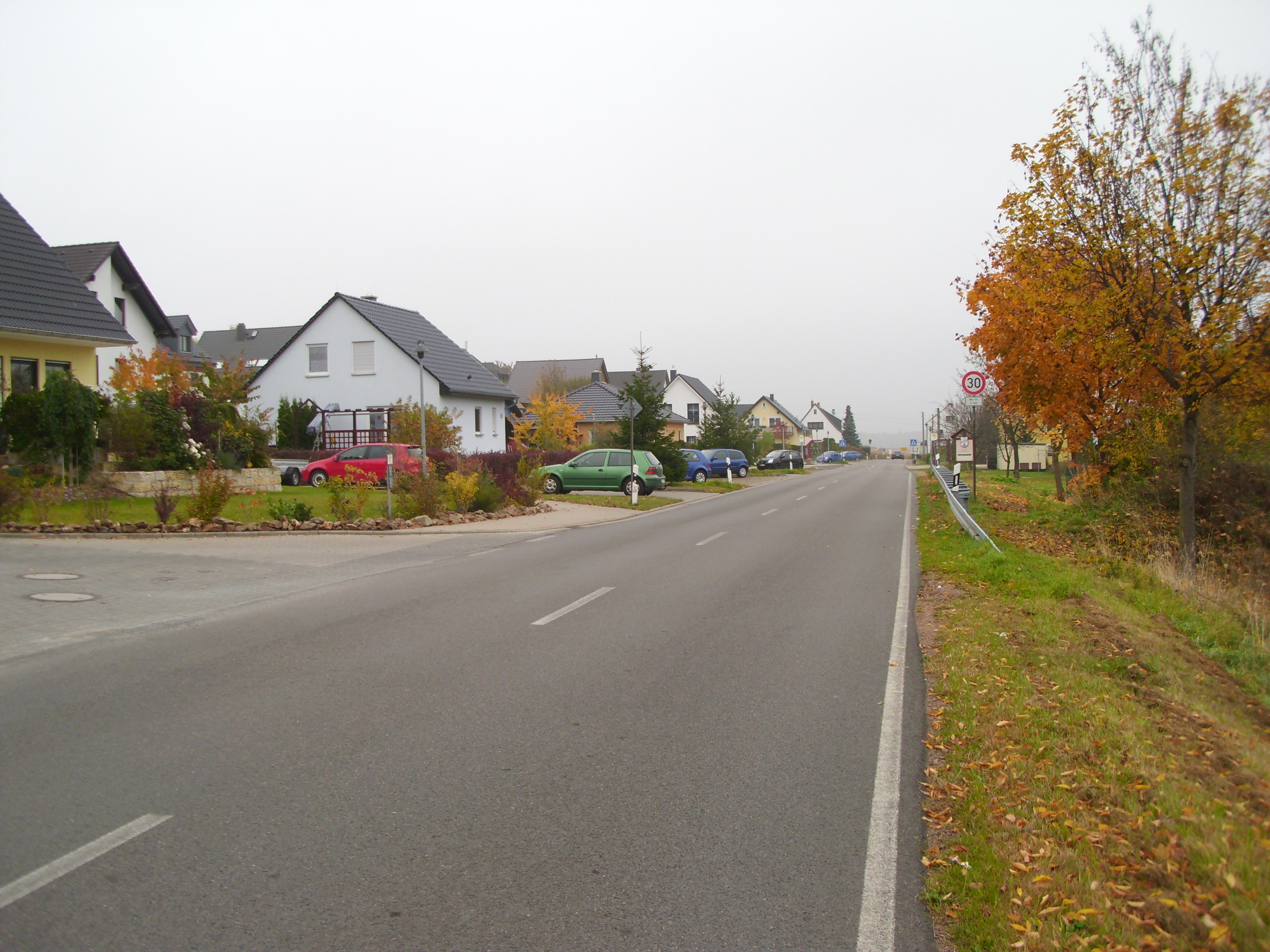
Borlaser Straße und Geierswacht

- Die Sperrmauer der Talsperre Malter, die am 27. September 1912 eingeweiht wurde, trennt mit dem Schieberturm in der Mitte die Ortschaften Seifersdorf und Malter. Sie hat eine Höhe von 34 Metern und eine Länge von 193 Metern.
- An der Alten Meißner Straße im Lange-Grund steht der älteste Baum des Ortes, die im Siebenjährigen Krieg um 1763 gepflanzte Friedenslinde.
- Das Kriegerdenkmal gegenüber der Kirche für die Ortschaften Seifersdorf, Malter, Paulsdorf und Seifen von 1921 mit dem danebenstehenden Steinkreuz der beiden am 7. März 1945 in Wilsdruff gefallenen Soldaten,
- Das Kriegerdenkmal der gefallenen Turner von Seifersdorf an der alten Turnhalle mit einer Tafel von 1924 und einer Tafel für die Gefallenen des 2. Weltkrieg
- ein Feuerwehrkriegerdenkmal von 2010 auf dem Dorfpark.

Bekannte Ausflugsziele sind:
- die Talsperre Malter mit dem dortigen sog. Seifersdorfer Strandbad.
- die Weißeritztalbahn Freital-Hainsberg – Kurort Kipsdorf
- der Seifersdorfer Grund und anschließenden Spechtritzgrund,
- die Dippoldiswalder Heide, die über den Müllers Torweg erreicht wird,
- die Erashöhe auf dem Stein-Berg am oberen Dorfende in der Paulsdorfer Heide,
- das Wasserkraftwerk Seifersdorf im Seifersdorfer Grund.

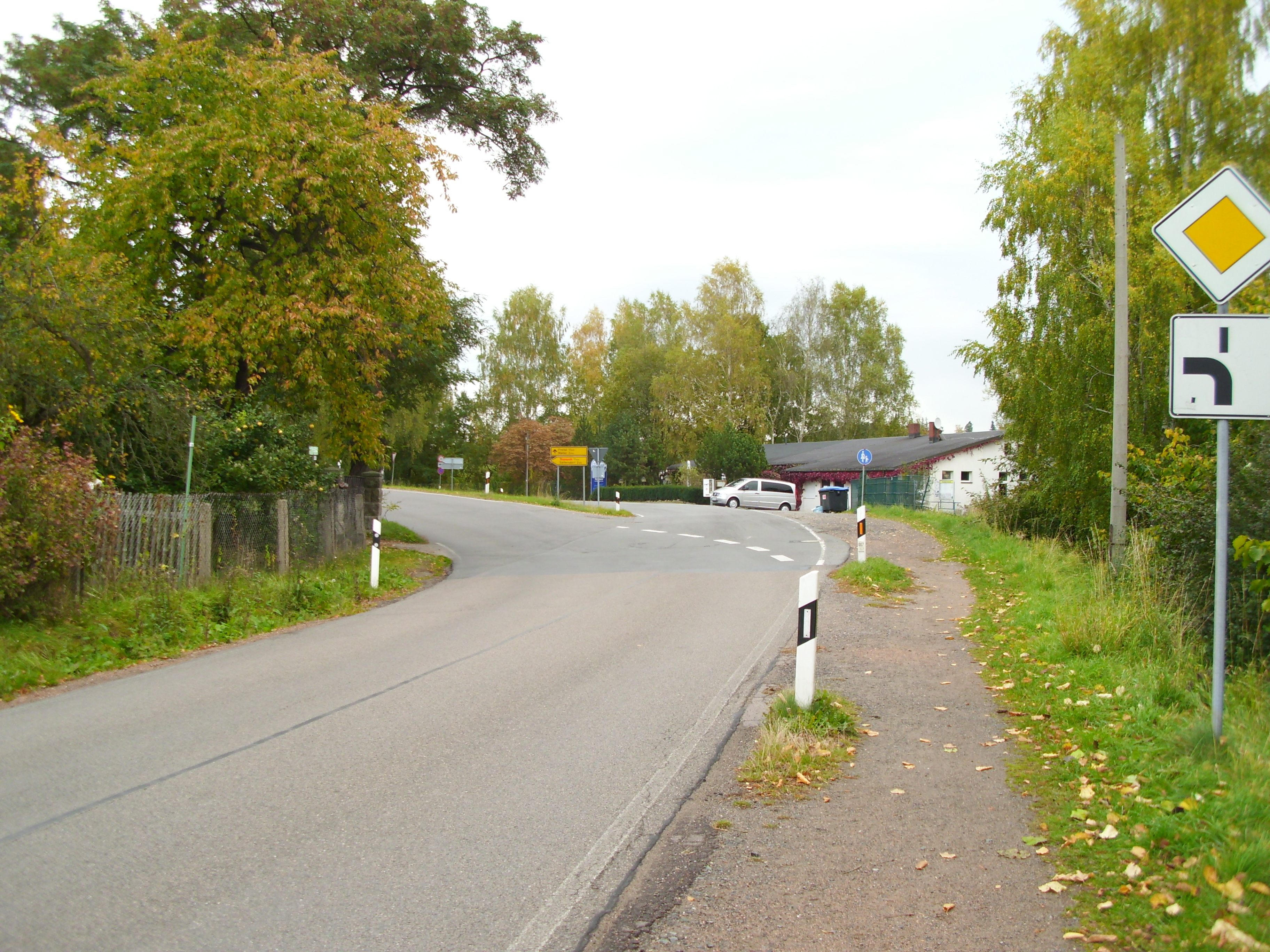
Am Seifersdorfer Bad der Talsperre Malter